# Варшавский, Иван Николаевич
Ива́н Никола́евич Варша́вский (род. 10 апреля 1938, Загнитков, Винницкая область) — бригадир монтёров пути СМП-596 треста БАМстроймеханизация, Герой Социалистического Труда. Бригада И. Н. Варшавского (вместе с бригадой А. В. Бондаря) 29 сентября 1984 года соединила «золотым звеном» рельсы БАМа на разъезде Балбухта в Читинской области, ознаменовав тем самым открытие сквозного движения поездов на всём протяжении Байкало-Амурской магистрали.

## Биография
Иван Николаевич Варшавский родился 10 апреля 1938 года в деревне Загнитков Кодымского района (ныне Одесской области). В семье был младшим из 8 детей.
Окончив семилетнюю школу в 1953 году, работал на строительстве автомобильной дороги в Кодымском районе — укладывал брусчатку.
В 1957 году призван в армию. Три года прослужил на Балтике в погранфлоте.
После демобилизации в 1960 году поступил на работу на Одесско-Кишиневскую железную дорогу, где проработал до 1972 года.
В 1964 году прошёл обучение на курсах бригадиров в дорожной технической школе, после чего пошёл учиться в школу рабочей молодёжи, которую окончил в 1969 году. В этом же году поступил в Николаевский железнодорожный техникум. Но закончить его по ряду причин не успел. Диплом о среднем техническом образовании получил спустя несколько лет в Иркутском строительном техникуме.
Работая на железной дороге, в совершенстве освоился с профессией путейца, руководил бригадой, активно участвовал в общественной жизни. И все же, время от времени испытывал он какое-то душевное неудовлетворение. Это было время ударных комсомольских строек. Гремел Братск, Усть-Илимск, на слуху было строительство железной дороги Абакан — Тайшет.
Варшавский покинул края, где родился и вырос, в 1972 году. Вместе с семьёй он уезжает в Сибирь, работать на железнодорожной линии Абакан-Тайшет — «трассе мужества», построенной героическими усилиями транспортных строителей управления «Ангарстрой» под руководством Ф. В. Ходаковского.
Работал в ПЧ-31 инспектором по качеству. Отвечал за содержание и капитальный ремонт земполотна. Затем работал инженером по охране труда, совмещая основную деятельность с обязанностями секретаря партийной организации путевой дистанции.
В 1974 году, с началом строительства Байкало-Амурской магистрали, увольняется с прежнего места работы и приезжает на БАМ, в посёлок Тындинский (с 1975 года — г. Тында).
Свою работу на БАМе начинает в СМП-567 управления строительства «Бамстройпуть» в должности начальника ЖКО.

Условия мне тогда поставили жёсткие, — вспоминает Иван Николаевич. — Не лежала душа к жилищно-коммунальному хозяйству. А, куда деваться, нравится не нравится — надо работать. Да и зима не за горами, людям тепло нужно. Взялся я за это, как казалось мне, гиблое дело и на удивление быстро втянулся в круговорот бамовской жизни.
Иван Варшавский руководил бригадой, занимавшейся развитием станций и разъездов. Доводил до проектных отметок путевое хозяйство Беленькой, Сети, Шахтаум, Сивачкан, Бестужева железнодорожной линии Бам — Тында — Беркакит. Крупным объектом стала станция Нерюнгри-Пассажирская. Велика заслуга бригады в сдаче линии Тында — Беркакит, в развитии путевого хозяйства станции Тында.
Ивану Варшавскому было небезразлично, что происходило в СМП, управлении «Бамстройпуть», на стройке в целом:

 Как коммунист, я честно выполнял и уставные требования, и программные документы партии. Учил уму-разуму молодых строителей, готовя некоторых для вступления в ряды КПСС, внедрял прогрессивные методы труда, хозрасчет, прививал любовь к стройке, к стихам…
Вот строки, написанные им самим:

Ложились в насыпь кубометры,
Росло, рождалось полотно,
И шли по БАМу километры,
Стелилось за звеном звено…
По решению партии и руководства Главбамстроя коммуниста Варшавского в 1980 году направили в ГОРЕМ-28 (головной ремонтно-восстановительный поезд № 28), на укладку верхнего строения пути. Он возглавил бригаду, носившую имя 68 героев-десантников Константина Ольшанского, погибших в годы Великой Отечественной войны, сменив на этом посту Валентина Шпенькова.
Бригада не раз выходила победителем в социалистическом соревновании, отмечалась, как лучшая на Центральном участке БАМа. В соответствии с графиком на её счету укладка «серебряных» звеньев на станциях Ларба, Усть-Нюкжа, Олёкма, Хани, Икабья, Чара, Леприндо, Сакукан. По итогам 1983 года бригада признана лучшей по Министерству транспортного строительства СССР.

Можно много говорить о наших успехах, но каким путём они достигнуты? Путём невероятных трудностей, которые подстерегали нас на пути к стыковке: это природная грязь, промокшая насквозь одежда, запах пота и материалов, холодных ветров, изнурительной жары, проливных дождей, снежных бурь, физических и психологических перенапряжений. Это бессонные ночи перед Хани, когда буквально все валились с ног от усталости. Так было и перед Икабьей и Чарой, Сакуканом и Леприндо, перед Кодарским перевалом и за ним, так было и перед Балбухтой.

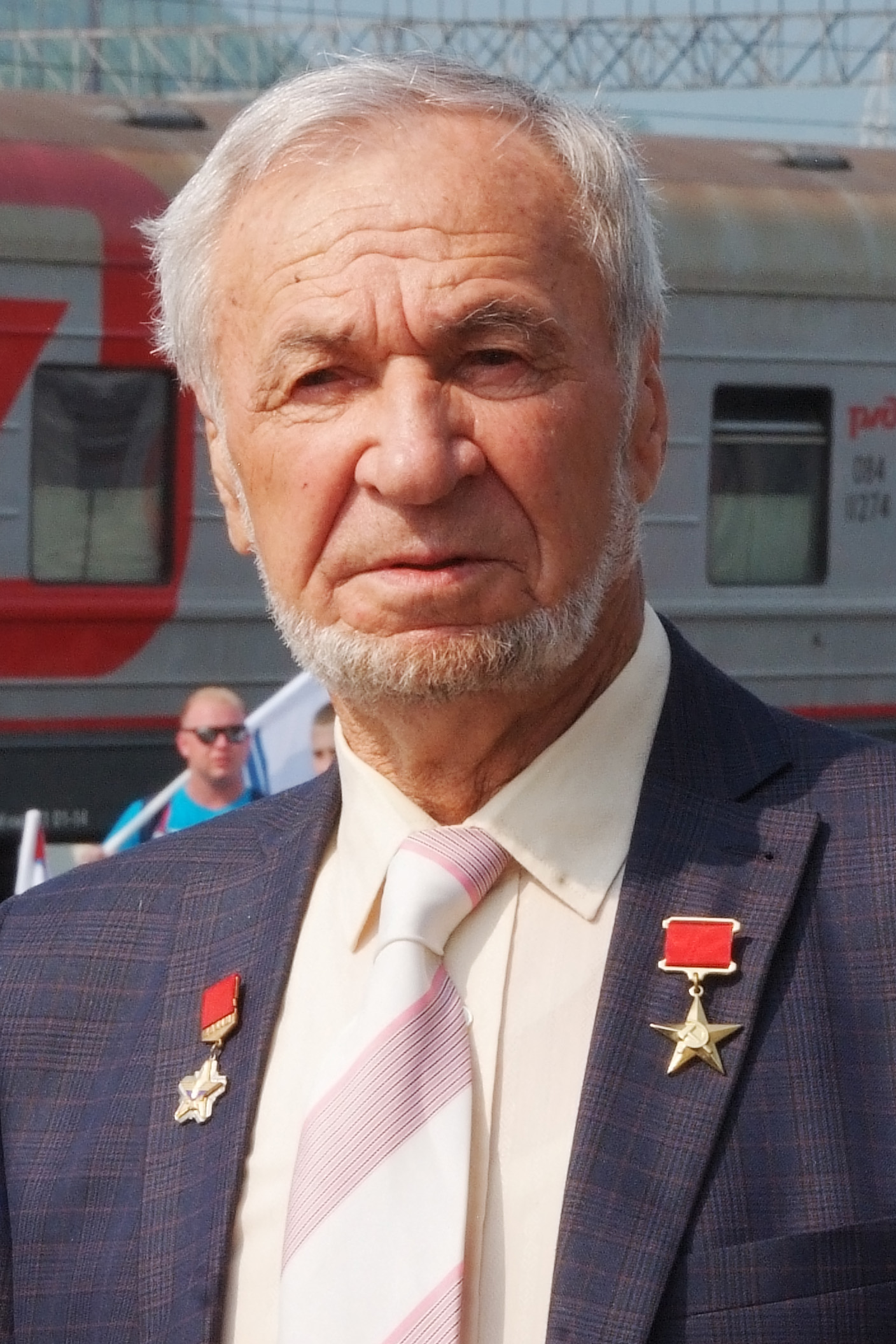
Иван Варшавский на праздновании 45-летия БАМа в Тынде

Когда оглядываешься назад, на пройденный путь, то все вспоминаешь с какой-то лёгкой грустью и с гордостью за друзей, за бригаду, за то, что прошли, не сдались, выдержали… Отвечая не только за себя, человек стремиться поддержать товарищей, поделиться знанием и опытом, чем-то даже поступиться, пожертвовать ради других, ради общего дела. И тот, кто помогает, и тот, кому помогают, становятся от этого богаче, щедрее душой. Эти качества были присущи нашей бригаде.
Большинство воспитанников Ивана Варшавского стали хорошими специалистами, разошлись по другим бригадам, сами возглавили коллективы.
29 сентября 1984 года на разъезде Балбухта в Читинской области в 10 часов 10 минут по московскому времени сомкнулись рельсы БАМа. Комсомольско-молодёжные бригады Александра Бондаря и Ивана Варшавского, шедшие навстречу друг другу долгие 10 лет, встретились, ознаменовав тем самым открытие сквозного движения поездов на всем протяжении Байкало-Амурской магистрали (строительство БАМа завершилось в 1989 году, когда магистраль была сдана в постоянную эксплуатацию).
Бамовская эпопея Ивана Варшавского завершилась в 1985 году. С 1985 по 1995 год он работал в качестве заместителя начальника СМП-596, занимался электрификацией Транссиба. Потом он снова вернулся на стройку, на сей раз, предстояло возвести железнодорожный путь от станции Улак до станции Эльга, где были разведаны огромные запасы коксующихся углей. Строительство линии было поручено Балтийской строительной компании «Восток». И. Н. Варшавский работал в одном из её подразделений (БСК-19) в должности заместителя генерального директора.
Ныне живёт в г. Тында. Продолжает вести активный образ жизни, занимается общественной деятельностью.

## Награды
Иван Николаевич Варшавский, кроме Звезды Героя Социалистического Труда, является лауреатом премии Ленинского комсомола. Награждён орденами Ленина, «Знак Почёта», медалями «За строительство Байкало-Амурской магистрали», «Ветеран труда», «100-летие Транссиба», Святого Сергея Радонежского. Последнюю награду он получил за участие в сооружении в Тынде храма «Святой Троицы». Ему присвоено звание «Заслуженный строитель Российской Федерации».